# ووکینگ
ووکینگ (به انگلیسی: Woking) یک شهرک در انگلستان است که در جنوب شرقی انگلستان واقع شده‌است.

## خصوصیات
ووکینگ ۶۲٬۷۹۶ نفر جمعیت دارد.